# Santa Constança
Constància o Constantina (Roma?, ca. 318 - Caeni Gallicani, Bitínia, 354) fou filla de Constantí el Gran i esposa d'Hannibalià i de l'emperador Constanci Gal. També coneguda com a Constanciana, fins al segle XVI, arran d'una llegenda, fou venerada com a santa cristiana com a santa Constança.

## Orígens

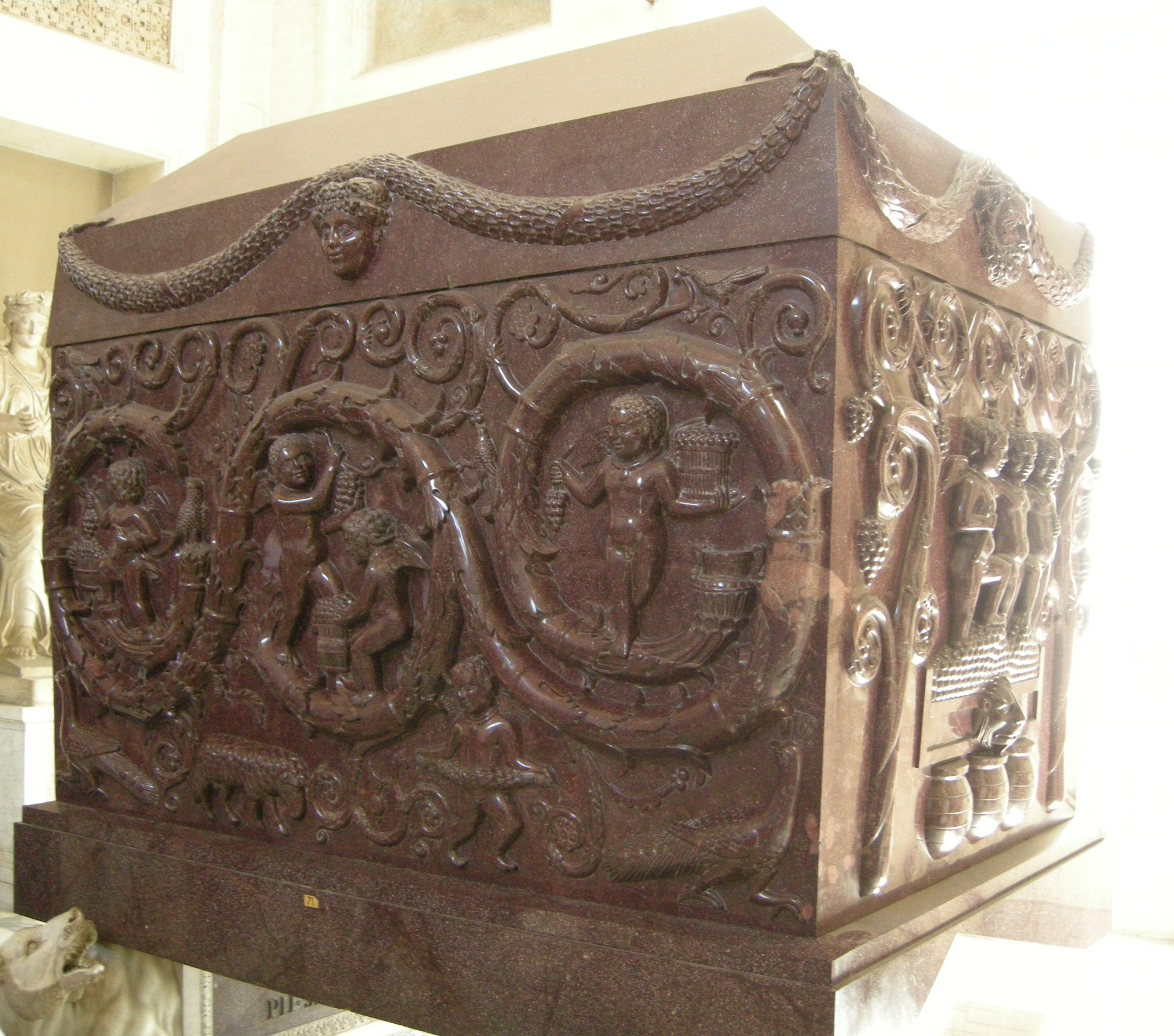
Sarcòfag de Constància en pòrfir vermell, als Museus vaticans

Filla de l'emperador Constantí I i de Minervina, el 335 es casà amb el seu cosí Hannibalià, fill del censor Flavi Dalmaci i "rei dels reis i les gents pòntiques" per voluntat de Constantí. Aquest títol indicava que tenia intenció de fer-lo governador de la regió del Pont quan fos conquerida als perses, objectiu que no es va poder dur a terme perquè l'emperador va emmalaltir i es va morir. Constantina rebé el títol d'augusta també de mans del seu pare.
El 337 Hannibalià morí durant les purgues que seguiren la mort de l'emperador, consentides pel seu successor Constanci II, germà de Constància. Després del repartiment de poders entre els germans (Constantí II, Constant i Constanci II), Constantina marxà a occident, on visqué a la cort de Constant I. Quan l'usurpador Magnenci es rebel·là i matà Constant, el 350, Constància convencé el magister militum Vetranió perquè es proclamés august. Ella mateixa escrigué a Constanci II per explicar-li la situació i Constanci reconegué el nou august, probablement preveient un matrimoni entre ell i la seva germana.
Vetranió, però, s'alià amb Magnenci i oferiren a Constanci una pau que es ratificaria casant Constància amb Magnenci i Constanci amb la filla de Magnenci, però Constanci no ho acceptà.

## Constanci Gal

Basílica de Santa Constança, antic mausoleu de l'augusta.

Constanci deposà Vetranià i, per combatre Magnenci, nomenà el seu cosí Constanci Gal cèsar d'Orient, confiant-li la defensa de la frontera oriental, on els sassànides amenaçaven l'Imperi Romà. Per consolidar els lligams, oferí la mà de Constància a Constanci Gal, i es casaren cap al 351. L'esposa era vuit anys major i es tractava d'una aliança política, encara que també podria ser que Constanci volgués allunyar la seva germana, que havia tingut un paper rellevant en la rebel·lió de Vetranió, a Roma. El matrimoni tingué una filla, de la qual no se sap res.
A Orient, Gal i Constància es guanyaren l'animadversió dels seus súbdits amb un govern arbitrari i corrupte. Quan Gal entrà en conflicte amb el prefecte del pretori Domicià, i amb Monci Magne, la mateixa Constància empenyé Monci al carrer i el llençà des de la seva llitera, fent que el matessin els seus soldats. Constanci II cridà llavors Gal a Milà perquè en donés explicacions. Constància anà abans, per intercedir davant el seu germà pel seu espòs, però no arribà a Milà, ja que morí a Caeni Gallicani (Bitínia).
Fou sebollida a Roma, vora la via Nomentana, en un mausoleu de planta circular i en un sarcòfag de pòrfir vermell, avui als Museus Vaticans. El mausoleu es convertí en Basílica de Santa Constança quan Constantina començà a ésser venerada com a santa.

## Veneració
| «                                       | Constantina Deum venerans Christoque dicata, Omnibus impensis devota mente paratis, Numine divino multum Christoque iuvante, Sacravi templum victricis virginis Agnes | » |
| — Inscripció atribuïda a Damas I. S. IV | |   |

Constància va ser venerada com a santa Constança arran d'una llegenda que, pròpiament, crea una persona radicalment diferent de la real. Segons la tradició, que fou inclosa a la Llegenda àuria, Constància va caure malalta i només se'n guarí quan anà a la tomba de Santa Agnès, on miraculosament sanà. Llavors, es convertí al cristianisme i visqué pietosament. Promesa de l'oficial Gal·licà, ella li donà els seus dos millors servents, Pau i Joan, quan Gal·licà partí per a la guerra.
Segons la mateixa tradició, Constança havia tingut dues filles del primer matrimoni, Àtica i Artèmia, que foren educades en el cristianisme. Visqueren com a verges i feren construir la primera basílica de Sant'Agnese fuori le mura de Roma, vivint fins a la mort en una casa vora l'església.
Les relíquies de Constança i les dues filles foren traslladades pel papa Alexandre IV a un altar nou al mausoleu, convertit en basílica de Santa Constança. Foren incloses al segle xvi al martirologi, com a santes. Posteriorment, atesa la falsedat de la tradició i la poca exemplaritat de la vida de l'autèntica Constància, foren retirades del santoral.
Mentre es mantingueren en el culte, la festa litúrgica de Constança era el 18 de febrer; també, amb les seves dues filles, era venerada el 25 de febrer.